# Bowmar Falls
Die Bowmar Falls sind ein Wasserfall im Fiordland-Nationalpark auf der Südinsel Neuseelands. Er liegt im Überlauf des Lake Erskine am nördlichen Ende der Earl Mountains in den Neuseeländischen Alpen. Seine Gesamtfallhöhe beträgt 425 Meter, seine höchste Fallstufe misst 370 Meter.